# District de Korangi
Le district de Korangi (en ourdou : ضلع کورنگی) est une subdivision administrative du sud de la province du Sind au Pakistan. Inclus au sein de la division de Karachi, il fait également partie de la mégapole de Karachi. Aboli en l'an 2000, le district a été rétabli en juillet 2011.
Deuxième plus petit district de la province, il compte près de 2,5 millions d'habitants en 2017 et est donc particulièrement dense. Largement peuplé de Muhadjirs parlant ourdou, c'est un fief du Mouvement Muttahida Qaumi et il est par ailleurs touché par le crime organisé.

## Histoire
Korangi est l'un des principaux quartiers de la mégapole de Karachi, plus grande ville du Pakistan. Il a existé en tant que district jusqu'en 2000, année où il est divisé en différents quartiers. Le 11 juillet 2011, les districts de la division de Karachi sont rétablis, y compris le district de Korangi.

## Démographie

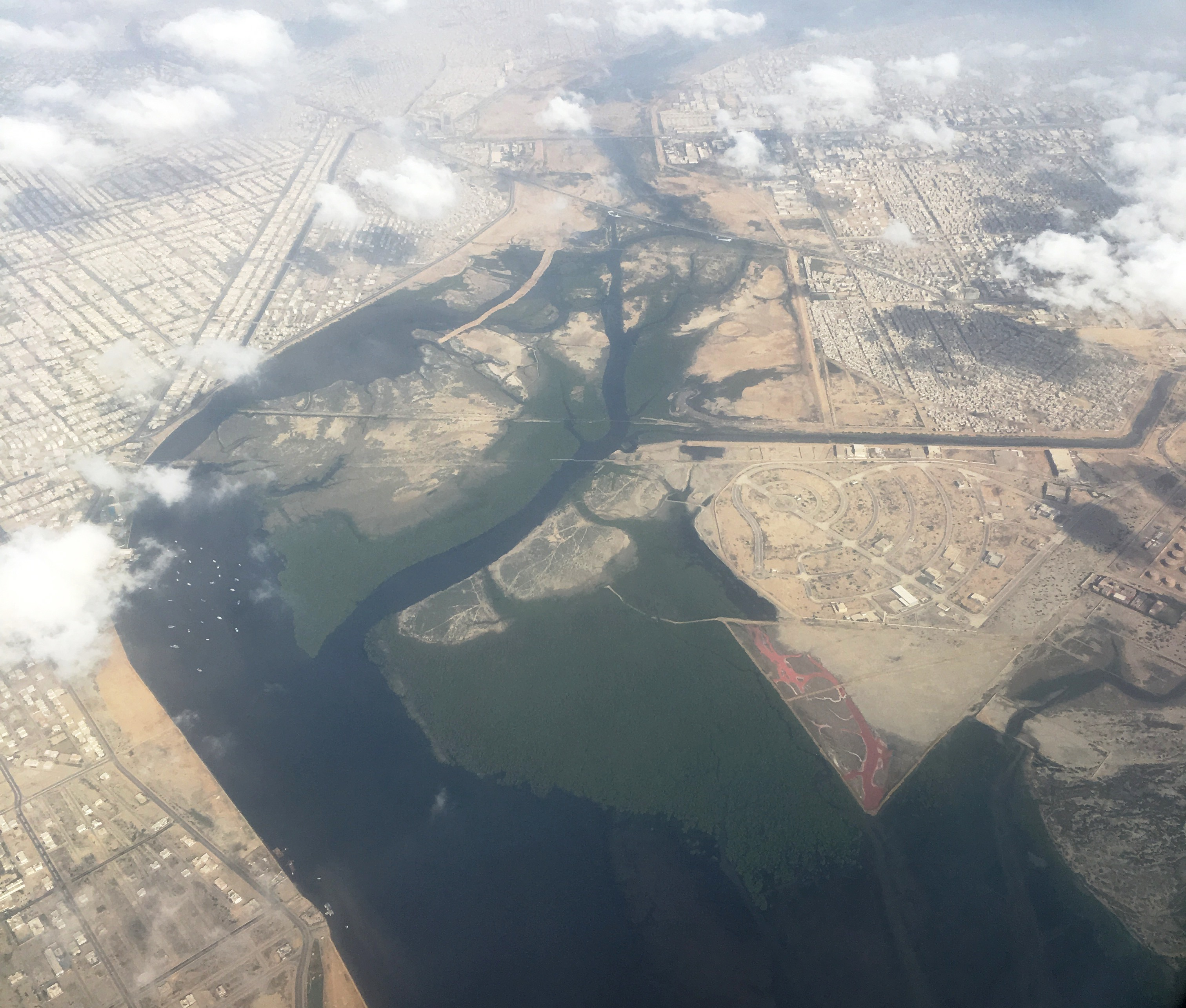
Vue aérienne de Korangi.

Lors du recensement de 1998, la population des différents Union Councils inclus au sein de la zone urbaine de Korangi, qui constitueront plus tard le district, a été évaluée à 1 561 742 personnes.
Le recensement suivant mené en 2017 pointe une population de 2 457 019 habitants, soit une croissance annuelle de 2,4 %, semblable aux moyennes nationale et provinciale.
Il est surtout peuplé de Muhadjirs parlant ourdou. Le district est musulman à 90 % alors que les minorités religieuses sont hindoues (7 % de la population en 1998), chrétiennes (2 %), le reste étant composé de sikhs, zoroastriens et jaïns.

## Administration

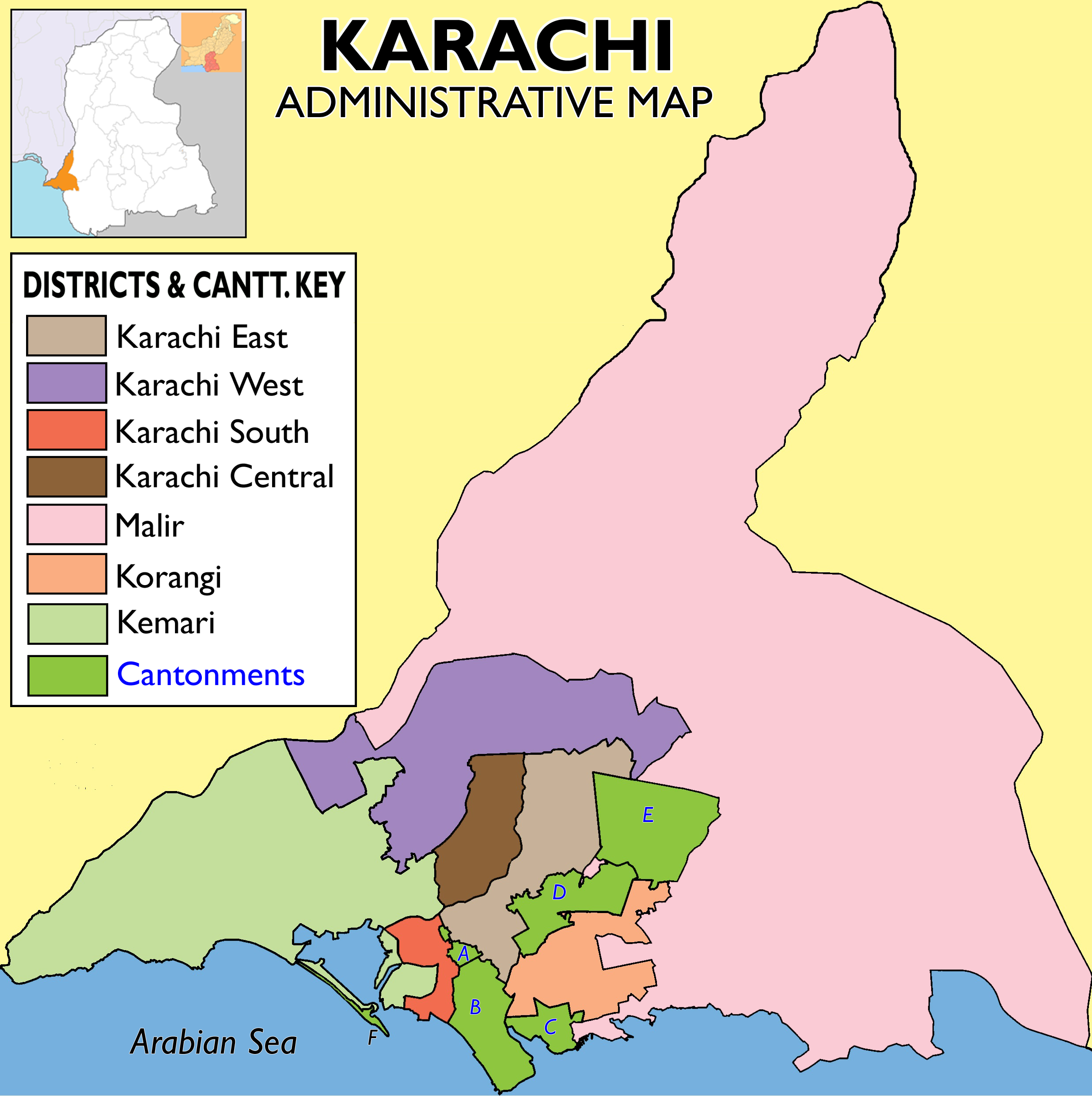
Korangi en jaune sur cette carte de Karachi.

Le district est divisé en quatre subdivisions nommées towns ainsi que 37 Union Councils.
| Tehsil       | Population (rec. 2017) |
| ------------ | ---------------------- |
| Korangi      | 1 071 560              |
| Landhi       | 553 665                |
| Model Colony | 383 801                |
| Shah Faisal  | 447 993                |

## Économie et éducation
Selon un classement national de la qualité de l'éducation, le district de Korangi se trouve dans la moyenne basse des districts, avec une note de 45 sur 100 et une égalité entre filles et garçons de 68 %. Il est classé 69e sur 155 au niveau de la qualité des infrastructures des établissements du primaire.

## Politique
Korangi est un fief majeur du Mouvement Muttahida Qaumi (MQM). À la suite de la réforme électorale de 2018, le district est représenté par les circonscriptions no 239 à 241 à l'Assemblée nationale ainsi que les sept circonscriptions no 92 et 98 de l'Assemblée provinciale du Sind. Lors des élections législatives de 2018, le MQM fait face à d'importantes divisions et le dirigeant historique Altaf Hussain appelle au boycott. Le MQM-P qui participe au scrutin enregistre alors un net recul au profit du Mouvement du Pakistan pour la justice, tandis que la participation chute.
| Parti                                       | Voix (national) | %       | Élus nationaux | Élus provinciaux |
| ------------------------------------------- | --------------- | ------- | -------------- | ---------------- |
| Mouvement Muttahida Qaumi                   | 153 849         | 30,30 % | 1              | 5                |
| Mouvement du Pakistan pour la justice       | 126 410         | 24,90 % | 2              | 2                |
| Tehreek-e-Labbaik Pakistan                  | 79 831          | 15,72 % | 0              | 0                |
| Ligue musulmane du Pakistan (N)             | 36 509          | 7,19 %  | 0              | 0                |
| Muttahida Majlis-e-Amal                     | 31 613          | 6,23 %  | 0              | 0                |
| Parti du peuple pakistanais                 | 28 843          | 5,68 %  | 0              | 0                |
| Autres partis                               | 42 494          | 8,37 %  | 0              | 0                |
| Indépendants                                | 8 789           | 1,73 %  | 0              | 0                |
| Total exprimés (participation : 39,13 %)    | 507 744         | 100 %   | 3              | 7                |
| Source : Commission électorale du Pakistan, |                 |         |                |                  |